# Sudan
Sudan, quốc hiệu là Cộng hòa Sudan, là một quốc gia ở châu Phi, nằm ở điểm giao giữa Sừng châu Phi và Trung Đông, giáp với Ai Cập ở phía Bắc, Biển Đỏ ở phía Đông Bắc, Eritrea và Ethiopia ở phía Đông, Cộng hòa Trung Phi ở phía Tây Nam, Tchad ở phía Tây và Libya ở phía Tây Bắc và Nam Sudan ở phía nam. Sudan có diện tích lớn thứ 16 trên thế giới.

## Lịch sử
Phần lãnh thổ phía Bắc của Sudan thuộc Vương quốc Nubia cổ xưa. Trong thiên niên kỉ I TCN, người Ai Cập đến thành lập các vùng định cư ở Sudan, dần dần phát triển thành vương quốc Kush. Trong những thế kỉ sau đó, khi Ai Cập suy tàn, vương quốc Kush bảo tồn nền văn hóa Ai Cập. Vương quốc này bị người Aksum thuộc phía Bắc của Ethiopia tiêu diệt vào khoảng giữa thế kỷ IV.
Vào thế kỷ VI, các nhà truyền giáo đến thành lập các nhà nước cùng chung sống với người Ả Rập Ai Cập Hồi giáo trong hơn 600 năm. Những người không thuộc cộng đồng Ả Rập nắm quyền kiểm soát Ai Cập đã khuyến khích các bộ lạc du mục Arập di chuyển đến vùng Thượng Ai Cập và tiến hành các cuộc cướp phá dọc theo biên giới Sudan. Cuối thế kỷ XIII, người Ả Rập xâm chiếm vương quốc Nubia phần lớn là người Cơ đốc giáo và định cư tại Sudan. Vương quốc Alwa ở miền trung Sudan bị một dân tộc không rõ nguồn gốc từ phía Nam đến chinh phục.

### Thống nhất với Ai Cập
Năm 1820, phó vương Ai Cập là Muhammad Ali Pasha đánh chiếm lấy miền bắc Sudan rồi lại phái con là Ibrahim Pasha đánh tràn xuống phía nam. Cháu của Muhammad Ali sau khi lên ngôi là Ismail I tiếp tục củng cố chủ quyền của Ai Cập trên đất nước Sudan.

### Loạn Mahdi
Năm 1879, các cường quốc châu Âu can thiệp vào nội bộ Ai Cập, bắt Ismail phải thoái vị và lập hoàng tử Tewfik lên làm vua. Tewfik lại nhu nhược, nạn tham quan hoành hành nên ở Ai Cập có loạn Orabi. Vua Tewfik phải cầu viện nước Anh để dẹp loạn. Trong khi đó ở Sudan thì Muhammad ibn Abdalla dấy binh, tự xưng là "Mahdi" (thủ lĩnh) quyết càn quét đất nước khỏi bọn ngoại xâm và phục hưng đạo Hồi. Dân theo về rất đông. Mahdi kéo binh về vây đánh thủ phủ Khartoum. Thành ấy vỡ; tướng Charles George Gordon người Anh, được vua Ai Cập bổ nhiệm làm thống đốc Khartoum cũng tử trận theo thành. Quân đội Ai Cập phải rút khỏi Sudan.

### Thời Mahdi trị

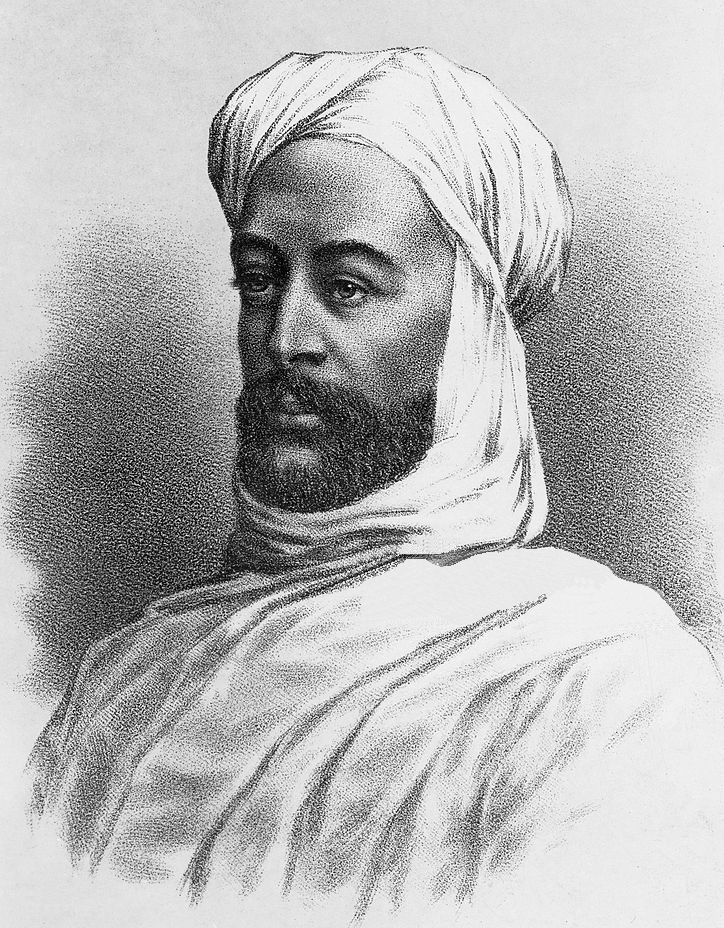
Muhammad ibn Abdalla

Muhammad ibn Abdalla dưới danh hiệu Mahdi thành lập một quốc gia thần trị, áp đặt luật pháp Hồi giáo rất khắt khe. Các sách vở cũ liên quan đến hình luật và tín ngưỡng cựu triều đều bị đốt hết để thanh lọc xã hội.
Được sáu tháng thì Mahdi mất vì bệnh thương hàn. Phó tướng Abdallahi ibn Muhammad lên thay, tự xưng là Khalifa (thống lĩnh) nước Sudan.

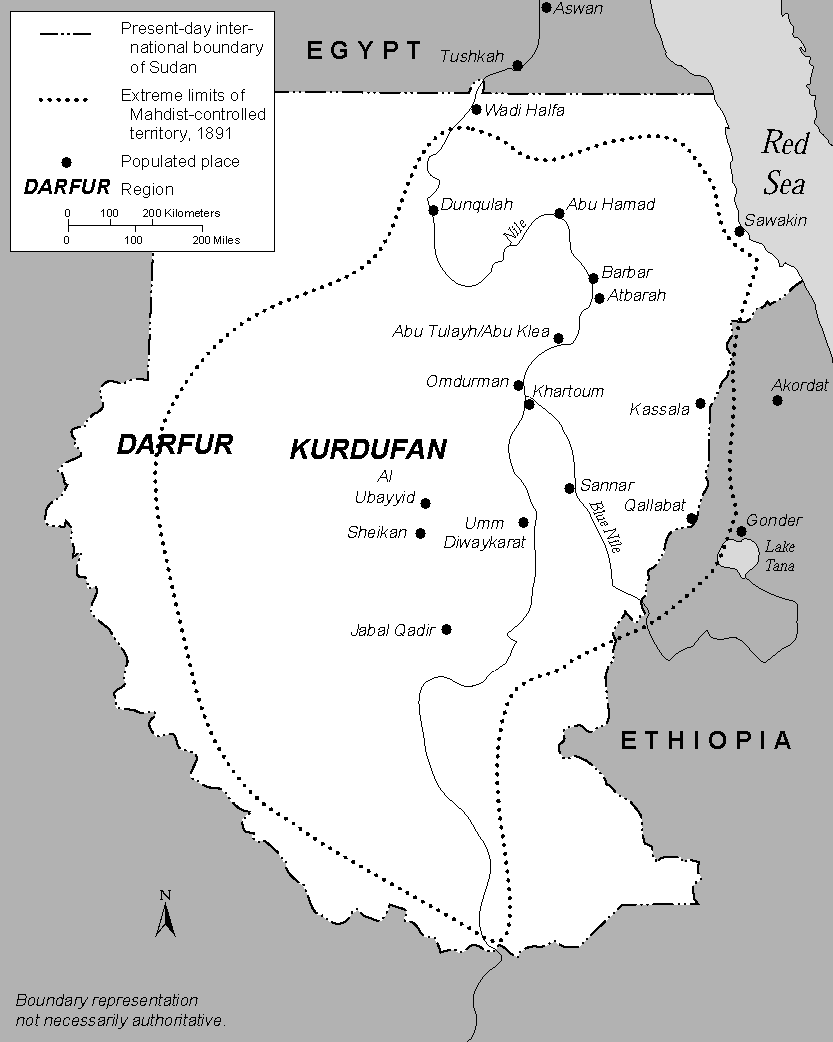
Lãnh thổ Sudan thời Mahdi (1881-98) so sánh với biên giới nước Sudan hiện hữu.

Abdallahi ibn Muhammad mở chiến dịch bành trướng, đánh sang Ethiopia năm 1887. Hai năm sau quân Sudan xâm lăng Ai Cập nhưng bị quân Ai Cập dưới sự chỉ huy của sĩ quan Anh đánh bại ở Tushkah. Các cuộc hành quân xuống miền nam Sudan thì bị quân Bỉ chặn đứng. Ở Eritrea quân Sudan cũng bị quân Ý đánh bại. Chuỗi bại trận liên tiếp phá tan giấc mộng bá chủ bách thắng của quân Sudan.

### Sudan thuộc Anh-Ai Cập
Nhân danh triều đình Ai Cập, quân đội Anh dưới sự chỉ huy của tướng Horatio Kitchener mở cuộc hành quân tái chiếm Sudan vào cuối thế kỷ XIX. Trong ba năm từ năm 1896 đến 1898 quân Anh đánh tan lực lượng Mahdi. Trận quyết liệt nhất là trận Omdurman (Umm Durman) ngày 2 Tháng Chín khi hơn năm vạn quân Mahdi giao chiến thì quá nửa bị thương vong. Sau đó hai nước Anh và Ai Cập lập cơ chế đồng trị xứ Sudan tuy trên thực tế chính phủ Anh là chủ lực cai trị Sudan như một thuộc địa.
Ai Cập đã nhiều lần muốn hợp nhất Sudan vào Ai Cập nhưng Luân Đôn không ưng thuận. Chính phủ Anh còn chia Sudan ra hai phần, miền Bắc đa số theo Hồi giáo và miền Nam theo đạo Thiên Chúa.
Khi Anh chấm dứt cuộc chiếm đóng Ai Cập năm 1936 thì chính giới Ai Cập càng thúc giục việc hợp nhất với Sudan. Năm 1952, phe quân đội Ai Cập đảo chánh, lật đổ vương triều cũ và lập nền cộng hòa. Chính phủ mới cũng tuyên bố hủy bỏ chính thể đồng trị ở Sudan. Vì Anh xưa kia đã nhân danh quốc vương Ai Cập mà đem quân vào Sudan, nay Ai Cập rút lui thì Anh cũng không còn lý do pháp lý nào để tiếp tục cai trị Sudan. Năm 1954, Anh và Ai Cập đồng thuận trao trả độc lập cho Sudan. Hai năm sau, ngày 1 Tháng Giêng 1956 nước Sudan độc lập ra đời.

### Nội chiến Sudan Thứ nhất 1955-1972
Ngay từ trước khi Sudan độc lập hai miền Nam Bắc Sudan đã có nhiều xung đột. Miền Nam mang đậm nét văn hóa bản địa với số đông dân chúng thờ thần linh thiên nhiên hay theo đạo Thiên Chúa. Miền Bắc thì có nhiều liên hệ với khối Ả Rập Trung Đông và thế giới Hồi giáo. Khác biệt này được người Anh đẩy mạnh với một số luật cấm người phía bắc vĩ tuyến 10 không được di chuyển về phương nam, và ngược lại người phía nam vĩ tuyến 8 không được ra bắc. Trên lý thuyết luật này được ban hành để ngăn chặn bệnh sốt rét không lan lên miền Bắc nhưng cũng có hậu quả ngăn cản đạo Hồi không bành trướng về phương nam. Tác dụng thứ hai là đạo Thiên Chúa được tự do truyền bá ở miền Nam không bị đạo Hồi kiềm chế. Đây là mầm mống xung khắc giữa hai miền.
Cuộc nội chiến, còn gọi là "Loạn Anyanya" bùng nổ khi chính phủ miền Bắc hủy bỏ kế hoạch lập một thể chế liên bang để cai trị hai miền vốn có nhiều bất đồng. Chiến tranh lúc khởi đầu là chiến tranh du kích ở tỉnh Al-Istiwa'iyah/Equatoria rồi lan sang hai tỉnh A'aly an-Nyl (Thượng Nin) và Bahr el Ghazal. Quân phiến loạn bị chia rẽ vì lý do chủng tộc nhưng phe chính phủ cũng bị phe phái tranh nhau làm suy yếu. Năm 1958 ở thủ đô Khartoum tướng Ibrahim Abboud lãnh đạo cuộc đảo chính nhưng cũng không ổn định được tình hình. Nhiều chính phủ khác liên tiếp lên nắm quyền cũng không giải quyết được cuộc chiến Bắc Nam. Năm 1969 Gaafar Nimeiry cướp chính quyền và ngăn cấm mọi đảng phái chính trị nhưng rồi bị truất. Đảng Cộng sản Sudan cùng các nhóm Mác-xít đứng ra chấp chính nhưng liền bị Nimeiry đánh bại.
Trong khi đó ở miền Nam năm 1971, Joseph Lagu thống nhất các nhóm du kích dưới tổ chức SSLM (Southern Sudan Liberation Movement, tức Phong trào Giải phóng Nam Sudan) và đứng ra điều đình với chính phủ Nimeiry. Các tổ chức quốc tế cũng tham gia bảo trợ cuộc đàm phán. Kết quả là Hiệp định Addis Ababa ký năm 1972 kết thúc 17 năm xung đột. Giá Sudan đã phải trả là nửa triệu người tử vong và hàng trăm nghìn dân tỵ nạn bị ly tán. Theo hiệp ước đó thì miền Nam Sudan được tự trị và hòa bình tái lập nhưng khác biệt cơ bản giữa hai miền vẫn không thay đổi. Hiệp định Addis Ababa cốt chỉ là tạm thời cho đến khi một giải pháp tổng thể được hoạch định.

### Nội chiến Sudan Thứ hai 1983-2005

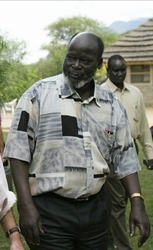
John Garang, lãnh tụ lực lượng SPLA.

Trong mười năm đình chiến từ 1972 đến 1982, chính quyền miền Nam Sudan được rộng quyền tự trị nhưng Tổng thống Nimeiry năm 1983 đòi đẩy mạnh chính sách "Hồi hóa" toàn quốc bằng cách ban hành bộ luật mới căn cứ theo luật Shari'a của đạo Hồi. Ở miền Bắc Nimeiry tuyên bố thiết quân luật để được rộng quyền áp dụng Shari'a. Theo luật mới thì kẻ trộm cắp bị hình phạt chặt tay. Ai chứa chấp rượu thì bị đánh bằng roi bất kể người đó có theo đạo hay không.
Dân miền Nam Sudan chống lại chính sách mới của chính phủ Khartoum. Cũng năm 1983 tổ chức SPLA (Sudan People's Liberation Army, "Quân đội Giải phóng Nhân dân Sudan") ra đời do John Garang lãnh đạo với yêu sách độc lập cho miền Nam Sudan. Tháng Chín năm 1984 Nimeiry tuyên bố sẽ miễn không áp dụng Shari'a cho những ai không theo đạo Hồi nhưng nhóm SPLA vẫn không giải giáp. Dựa trên chủ thuyết Mác-xít lực lượng SPLA được khối Cộng sản gồm Liên Xô và Ethiopia viện trợ vũ khí và quân nhu.
Cuộc chiến thêm cam go vì hạn hán và nạn đói hoành hành miền Nam Sudan. Tháng Tư năm 1985 trong khi Nimeiry xuất ngoại, tướng Abdul Rahman Suwar ad-Dahhab mở cuộc đảo chánh, hủy bỏ chính sách "Hồi hóa". Tuy nhiên bộ luật Shari'a vẫn để nguyên. Chính phủ kế tiếp là do thủ tướng dân lập Sadiq al-Mahdi ra chấp chính đại diện liên minh ba đảng:
- Hizb al-Umma (đảng Umma);
- Al Hizb Al-Ittihadi Al-Dimuqrati, thường viết tắt là DUP (Democratic Unionsit Party, "Đảng Thống nhất Dân chủ") và
- Al-Jabhah al-Islamiyah al-Qawmiyah, viết tắt là NIF (National Islamic Front, "Mặt trận Hồi giáo Quốc gia").

Sang năm 1986 thì Khartoum mở hòa đàm với nhóm SPLA của Garang để vãn hồi hòa bình. Năm 1988 đảng DUP cùng SPLA ký chung một thỏa thuận dựa trên hội nghị Koka Dam trước kia tại Ethiopia, trong đó có ba điểm chính:
1. Ngưng bắn
2. Ngưng áp dụng luật Shari'a
3. Chấm dứt thiết quân luật. Sau đó sẽ tổ chức hội nghị lập hiến để vạch một đường đi mới cho cả nước Sudan.

Trong khi đó chiến tranh càng thêm khốc liệt. Tình hình kinh tế càng khó khăn vì vật giá tăng nhanh. Vì không muốn nhượng bộ phe miền Nam, thủ tướng Sadiq al-Mahdi không chịu thông qua hòa ước giữa DUP và SPLA. Kết quả là Tháng Mười Một năm 1988 đảng DUP rút khỏi liên minh chính phủ. Đầu năm 1989 phe quân đội ra tối hậu thư đòi chính phủ phải xúc tiến hòa đàm nếu không sẽ đảo chính. Dưới áp lực đó Sadiq al-Mahdi đành thông qua hòa ước, đợi ngày hội nghị lập hiến Tháng Chín.
Tháng 6 năm 1989. Omar Hassan al-Bashir với sự hậu thuẫn của đảng NIF cướp chính quyền. Nhóm quân phiệt 15 người (năm 1991 rút thành 12) lên nắm quyền dưới danh nghĩa RCC (Revolutionary Command Council for National Salvation, tức "Hội đồng Chỉ huy Cách mạng Cứu Quốc"). Tiếp theo là một cuộc thanh trừng dân sự lẫn quân sự. Các nghiệp đoàn, đảng phái chính trị và các tổ chức phi tôn giáo đều bị cấm hoạt động.
Ngoài lực lượng quân đội chính quy, chính phủ quân phiệt còn dùng nhóm al-Difaa al-Shaabi, viết tắt là PDF (People's Defense Forces, "Lực lượng Phòng vệ Nhân dân") để càn quét các tỉnh miền Nam. Quân Sudan kiểm soát những thị trấn lớn như Juba, Wau, và Malakal nhưng quân SPLA thì vẫn chiếm đóng phần lớn các tỉnh phía Nam. Tình hình thêm rối loạn khi quân SPLA vì bất đồng nội bộ phân hóa thành mấy nhóm: nhóm Nasir, nhóm của Bany và nhóm Bol.
Dù vậy các cuộc hòa đàm dần dần có kết quả và Hiệp ước Hòa bình Tổng thể được ký ở Nairobi vào Tháng Giêng năm 2005. Hiệp ước đó cho phép quân đội hai miền không phải giải giới và được giữ nguyên vị trí nhưng miền Nam được sáu năm tự trị. Tiếp theo đó là cuộc trưng cầu dân ý để quyết định chính thể cho miền Nam. Lợi tức tài nguyên dầu lửa sẽ được chia đôi. Để hợp nhất hai chính phủ, Garang được thâu nạp làm một trong hai phó tổng thống Sudan. Tiếc thay Tháng Tám năm 2005 trong một phi vụ trực thăng, máy bay rớt và Garang tử thương. Phe SPLA nổi dậy làm loạn đốt phá nhưng tình hình dần lắng dịu. Liên hiệp Quốc cũng giúp sức với các dự án cứu trợ nhân đạo và phổ biến nhân quyền ở Sudan, làm ổn định xã hội. Vấn đề chưa giải quyết là chủ quyền hạt Abyei với nhiều mỏ dầu thô. Cả hai phe Bắc và Nam đều đòi quyền cai trị khu vực này.

#### Trưng cầu dân ý năm 2011
Sau sáu năm tự trị (2005-2011) miền Nam Sudan theo Hiệp ước Hòa bình Tổng thể ký ở Nairobi năm 2005 mở cuộc trưng cầu dân ý kéo dài một tuần từ 9 Tháng Giêng đến 15 Tháng Giêng 2011 để quyết định chính thể cho miền Nam. Dân miền Nam muốn bỏ phiếu phải ghi danh. Phòng phiếu cũng mở ở miền Bắc để dân Nam cư trú ở miền Bắc có thể đi bầu. Ở hải ngoại như Úc, Canada, Ai Cập, Ethiopia, Kenya, Uganda, Anh và Hoa Kỳ cũng có phòng phiếu để người Nam Sudan lưu vong tham gia.
Kết quả cuộc trưng cầu dân ý đưa ra con số gần 98,83% số phiếu ủng hộ độc lập cho miền Nam. Chính phủ trung ương tuyên bố sẽ chấp nhận quyết định của đại đa số và sẽ xúc tiến bàn giao.

### Xung đột ởDarfur

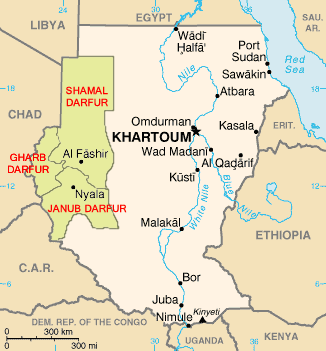
Vùng Darfur

Trong khi cuộc Nội chiến Bắc Nam có nhiều triển vọng giải quyết được, vùng Darfur phía tây bùng cháy dữ dội từ năm 2003 vì tranh chấp bộ tộc. Chính phủ Khartoum cố dùng giải pháp dân binh (militia) để dẹp các bộ tộc nhưng nhóm dân binh "janjawid" do chính phủ tài trợ thay vì tái lập trật tự, lại góp phần cướp phá giết hại nên bị các nước lên án là gây nên nạn diệt chủng tại Darfur. Số dân tỵ nạn lên đến hàng triệu người. Số người chết đói, chết vì bệnh tật rất cao. Số dân tràn sang Tchad cũng đã gây bất ổn chính trị ở nước này.

### Xung đột Sudan-Tchad
Vào cuối năm 2005 Tchad cho tổng động viên khi quân phiến loạn Rassemblement pour la Démocratie et la Liberté do Khartoum ủng hộ dùng vùng biên giới đánh phá quân chính phủ N'Djamena. Khi thị trấn Adré thuộc Tchad bị uy hiếp, Tchad tuyên chiến với Sudan ngày 23/12/2005. Chính phủ Khartoum bác bỏ lời cáo buộc của N'Djamena và phản bác rằng chính quân lực Tchad đã xâm phạm không phận của Sudan. Tình hình bớt căng thẳng khi hai nước ký hiệp ước đình chiến ngày 3 Tháng Năm, 2007 tại Ả Rập Xê Út và tuyên bố sẽ nỗ lực duy trì hòa bình dọc dải biên giới 1.000 km.

### Xung đột Miền Đông
Trong khi cuộc chiến Bắc Nam Sudan kéo dài thì miền Đông có loạn do các bộ tộc Beja và Rashaida nổi lên chống lại chính phủ Khartoum. Các nhóm này hợp nhất dưới một tổ chức mang tên "Mặt trận Miền Đông" đánh phá ba tỉnh Kassala (Ash Sharqiyah), Al Qadarif và Al Bahr al Ahmar. Chính phủ nước Eritrea lúc đầu ủng hộ Mặt trận nhưng đến giữa năm 2005 lại đổi chính sách, hợp tác với chính phủ Khartoum. Với Eritrea làm trung gian, Khartoum và Mặt trận Miền Đông mở cuộc hòa đàm và đến 14 Tháng Mười năm 2006 thì hai bên ký hòa ước ở Asmara, thủ đô Eritrea. Theo hòa ước này thì ba tiểu bang Kassala (Ash Sharqiyah), Al Qadarif và Al Bahr al Ahmar cả hai phe, chính phủ trung ương và Mặt trận Miền Đông sẽ chia nhau tài nguyên và quyền lực ở cấp liên bang và tiểu bang.

## Chính trị
Chính thể hiện hữu tại Sudan được coi là một chính phủ độc tài với quyền lực tập trung trong tay của Tổng thống Omar al-Bashir. Bashir lên cướp chính quyền trong một cuộc đảo chính hồi Tháng Sáu năm 1989 và giữ vai trò tối cao từ đó đến 2019.
Từ năm 1983 đến 1997 Sudan được chia thành tám xứ (5 xứ thuộc miền Bắc, 3 ở miền Nam). Mỗi xứ có đô thống quân đội đứng đầu. Sau cuộc đảo chính năm 1985 thì hội đồng hàng xứ đã bị giải thể.
Tháng 12 năm 1999 cuộc tranh chấp quyền lực giữa Tổng thống Omar al-Bashir và Chủ tịch Quốc hội Hassan al-Turabi bùng nổ. Turabi bị tước hết quyền lực, Quốc hội bị giải tán, hiến pháp bị bãi bỏ và tổng thống tuyên bố thiết quân luật. Mãi đến Tháng Hai năm 2001, sau cuộc tuyển cử năm 2000 chính phủ mới cho triệu tập lại Quốc hội nhưng 
thiết quân luật vẫn giữ nguyên và Turabi bị tống giam vì tội hiệp thương với lực lượng SPLA. Turabi tiếp tục lên án chính phủ nên dù khi được thả khỏi tù, ông vẫn bị quản chế tại gia.
Theo Hiệp định Hoà bình Bắc – Nam (2005), Sudan thành lập Chính phủ đoàn kết dân tộc và Quốc hội 450 ghế theo tỉ lệ phân chia đảng Đại hội Quốc gia (NCP): 52%, Phong trào Giải phóng miền Nam Sudan (SPLM): 28%, các đảng phái miền Bắc khác: 14%, các đảng phải miền Nam khác: 6%.
Từ 2/2003, các nhóm vũ trang Darfur (miền Tây Sudan) nổi dậy chống Chính phủ với lý do Chính phủ không quan tâm đến Darfur. Ngày 5 tháng 5 năm 2006, dưới sự bảo trợ của Liên minh châu Phi, Phong trào Giải phóng Sudan (1 trong 2 nhóm vũ trang lớn nhất ở Darfur) do Minawy đứng đầu ký Hiệp định hoà bình với Chính phủ Sudan. Tháng 2 năm 2009, Chính phủ Sudan và Phong trào Công bằng, Công lý đã ký Văn kiện xây dựng lòng tin mở đường cho đàm phán hòa bình giữa Chính phủ và các nhóm nổi dậy tại Darfur.

### Quan hệ quốc tế
Sudan thực hiện chính sách đối ngoại độc lập, không liên kết; có quan hệ tốt với các nước Đông Âu, Nga, Ả Rập, châu Phi, Iran và Trung Quốc. Trung Quốc có nhiều đầu tư lớn vào cơ sở hạ tầng và dầu mỏ tại Sudan.
Mỹ xếp Sudan vào "danh sách các nhà nước khủng bố"; áp đặt luật cấm vận kinh tế hoàn toàn với Sudan ngày 3 tháng 11 năm 1997; lệnh bắt Tổng thống Sudan của Tòa án Hình sự Quốc tế ngày 4 tháng 3 năm 2009 được Mỹ, Pháp, Anh, Đức ủng hộ. Tuy nhiên, ngày 24/11/2017, Mỹ gỡ bỏ cấm vận đối với Sudan.
Sudan là thành viên của Liên Hợp Quốc, Liên minh châu Phi (AU), Tổ chức Hội nghị Hồi giáo (OIC), Quỹ tiền tệ quốc tế (IMF), quan sát viên của Tổ chức thương mại thế giới (WTO)...
Sudan có quan hệ đặc biệt với Trung Quốc, là quốc gia đầu tư chính vào công nghiệp dầu khí của Sudan.
Trong lịch sử, Liên Xô đã giữ mối quan hệ mật thiết với Sudan. Nhưng khi Liên Xô tan rã, Tổng thống Nga đầu tiên Boris Nikolayevich Yeltsin đã cáo buộc Sudan "phạm tội ác nhân loại dã man", và ủng hộ trừng phạt Sudan. Đến năm 2000, Tổng thống Vladimir Vladimirovich Putin đã cố thiết lập lại quan hệ, song sự thiếu quan tâm của Nga với Sudan khiến Sudan vẫn nghi kỵ với Nga.

### Nhân quyền
Năm 2005, Hội đồng Bảo an Liên Hợp Quốc đã chấp thuận nghị quyết số 1593 đề nghị đưa tình hình ở Darfur ra trước Tòa án Hình sự Quốc tế, họp tại Den Haag, để tìm nguyên nhân và trách nhiệm về những tội ác đã đưa đến cái chết của khoảng 300.000 người và khiến hơn 2 triệu người khác phải thất tán, kể từ năm 2003. Tháng 7 năm 2008, Trưởng ban công tố tòa án Hình sự Quốc tế, còn gọi tắt là ICC, đã trình bày với hội đồng gồm 3 thẩm phán các bằng chứng cáo buộc Tổng thống Bashir về trách nhiệm có liên quan đến 10 cáo trạng về diệt chủng, các tội ác đối với nhân loại và các tội ác chiến tranh, đồng thời yêu cầu tòa công bố trát bắt ông Bashir . Phát ngôn viên Bộ ngoại giao Trung Quốc Lưu Kiến Siêu nói rằng Bắc Kinh vẫn duy trì quan hệ thân hữu với Sudan và rất lo ngại về các cáo trạng vừa kể và Trung Quốc (là quốc gia đầu tư chính vào công nghiệp dầu khí của Sudan) cũng phủ nhận một bản tin của đài BBC nói rằng Trung Quốc đã vi phạm một lệnh cấm vận vũ khí áp dụng đối với Sudan .

### Địa giới hành chính

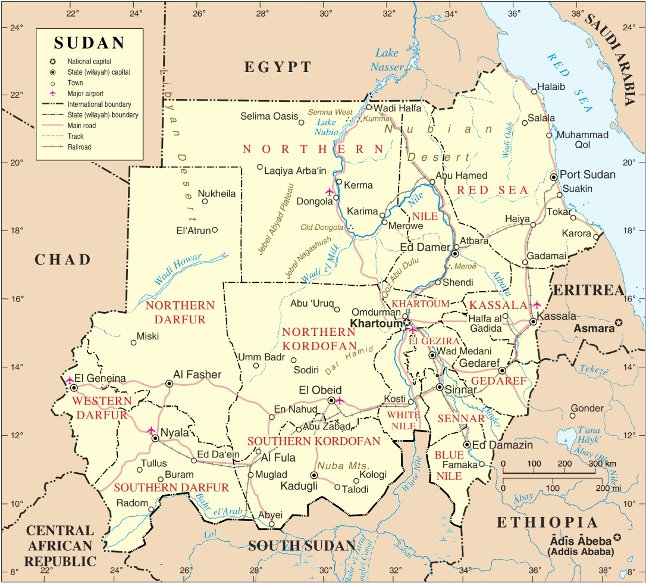
Bản đồ hành chính Sudan

Sudan được chia làm 17 bang, các bang này lại chia tiếp thành 133 quận.
| - Al Jazirah - Al Qadarif - Nin Xanh - Trung Darfur - Đông Darfur - Kassala |  | - Khartoum - Bắc Darfur - Bắc Kordofan - Bắc - Biển Đỏ - Sông Nile |  | - Sennar - Nam Darfur - Nam Kordofan - Tây Darfur - Nile Trắng |

Ngoài các tiểu bang, còn có các cơ quan hành chính khu vực được thành lập theo thỏa thuận hòa bình giữa chính phủ trung ương và các nhóm nổi dậy.
- Các khu vực Darfur được thành lập theo Hiệp định hòa bình Darfur để hoạt động như một cơ quan điều phối cho các bang tạo nên các khu vực Darfur.
- Hội đồng Điều phối Đông Sudan được thành lập theo Hiệp định hòa bình Đông Sudan giữa Chính phủ Sudan và phiến quân Mặt trận phía Đông để hoạt động như một cơ quan điều phối cho ba tiểu bang phía đông.
- Khu vực Abyei, nằm trên biên giới giữa Nam Sudan và Cộng hòa Sudan, hiện đang có một tình trạng hành chính đặc biệt và được quản lý bởi một cơ quan trong khu vực Abyei. Đó là do cuộc trưng cầu dân ý vào năm 2011 về việc có nên tham gia một Nam Sudan độc lập hoặc vẫn là một phần của nước Cộng hòa Sudan.

## Địa lý
Sudan nằm ở Đông Phi, Bắc giáp Ai Cập, Đông Bắc giáp biển Đỏ, Đông giáp Eritrea và Ethiopia, Tây giáp Tchad, Libya và Cộng hòa Trung Phi, Nam giáp Nam Sudan.
Sudan là nước có diện tích lớn thứ ba châu Phi. Toàn bộ vùng cao nguyên (300m đến 1.200m) rộng lớn thoải dần từ Nam đến Bắc và được bao quanh bởi một vài khối núi vùng ngoại vi ở phía Tây (vùng núi Darfour; Djebel Marra, 3.088 m), ở phía Đông Bắc ven biển Đỏ (Djchel Erba, 2.217 m; Djehel Oda, 2.259 m).
Phần lớn dân cư tập trung ở các vùng hợp lưu của sông Nile Trắng và sông Nile Xanh. Ở phía Bắc, các vùng sa mạc gợn sóng nối tiếp với các đồng cỏ. Tài nguyên thiên nhiên ở Sudan gồm có dầu mỏ, quặng sắt (trữ lượng nhỏ), đồng, kẽm, crom, tungsten, mica, vàng, bạc, thủy điện.
Khí hậu ở Sudan nằm trong vùng khí hậu sa mạc khô và nóng. Do phần lớn lãnh thổ là sa mạc Sahara nên Sudan thiếu nguồn nước tự nhiên nghiêm trọng; ô nhiễm nước gây nguy hại cho sức khỏe con người; đất bị xói mòn; sa mạc hóa; nạn săn bắt thái quá đe dọa các loài thú rừng.

## Kinh tế
Sudan là quốc gia chậm phát triển với nền kinh tế chủ yếu dựa vào nông nghiệp (chiếm 80% lực lượng lao động), gồm ngành trồng cây lương thực (lúa miến, khoai lang, sắn) và ngành chăn nuôi (bò, cừu, dê, lạc đà) ở các vùng phía Bắc và phía Nam. Bông vải là mặt hàng xuất khẩu chính. Nguồn khoáng sản và năng lượng chưa được chú trọng khai thác. Vùng lãnh thổ phía Nam có những giếng dầu lớn, Sudan bắt đầu xuất khẩu dầu vào năm 1999. Một số ngành công nghiệp tập trung ở Khartoum và Port Sudan, chủ yếu là các ngành chế biến nông sản.
Cơ cấu kinh tế của Sudan bị xáo trộn do cuộc nội chiến hoành hành ở miền Nam có đa số người Kitô giáo da đen chống lại sự cai trị của người Hồi giáo ở miền Bắc. Các nước phương Tây và một số nước Ả Rập ôn hòa đã đình chỉ những khoản trợ giúp, nợ nước ngoài gia tăng chồng chất.
Sản phẩm công nghiệp gồm có: dầu mỏ, bông vải, hàng dệt, xi măng, dầu ăn, đường, xà phòng, giày dép, dầu tinh lọc, dược phẩm, vũ khí, ô tô và xe vận tải nhẹ.
Sản phẩm nông nghiệp gồm có: Bông vải, lúa mì, lúa miến, lạc, kê, vừng, mía, sắn, khoai lang, chuối, xoài, đu đủ, gôm Ả Rập, cừu, gia súc.
Trong năm 2010, Sudan đã được coi là nền kinh tế đứng hàng thứ 17 trong các nước có nền kinh tế phát triển nhanh nhất trên thế giới và sự phát triển nhanh chóng của đất nước chủ yếu từ lợi nhuận dầu ngay cả khi phải đối mặt với các lệnh trừng phạt quốc tế năm 2006. Vì sự ly khai của Nam Sudan, trong đó có hơn 80% giếng dầu của Sudan, dự báo kinh tế cho Sudan vào năm 2011 và xa hơn nữa là không chắc chắn.
Ngay cả với lợi nhuận dầu trước khi sự ly khai của Nam Sudan, Sudan vẫn còn phải đối mặt với các vấn đề kinh tế lớn và sự phát triển của nó vẫn còn chưa chắc chắn. Trong mọi trường hợp, nền kinh tế ở Sudan đã được phát triển từ hơn mười năm qua, và theo báo cáo của Ngân hàng Thế giới tăng trưởng GDP năm 2010 là 5,2% so với 4,2% năm 2009. Sự tăng trưởng này là duy trì ngay cả trong cuộc khủng hoảng ở Darfur và giai đoạn độc lập tự chủ của Nam Sudan.

## Nhân khẩu học

### Dân số
Trong điều tra dân số của Sudan năm 2008, dân số của miền Bắc, Tây và Đông Sudan được ghi nhận là hơn 30 triệu. Điều này khiến các ước tính hiện tại của dân số Sudan sau khi sự ly khai của Nam Sudan ít hơn 30 triệu người. Đây là một sự gia tăng đáng kể trong hai thập kỷ qua như điều tra dân số năm 1983 đưa tổng dân số của Sudan, bao gồm cả Nam Sudan ngày nay, tại thời điểm lúc đó là 21,6 triệu. Dân số của thành phố Khartoum phát triển nhanh chóng và được ghi nhận là 5,2 triệu.
Mặc dù là một quốc gia có nhiều người dân đi tỵ nạn ở nước khác, nhưng Sudan cũng là nước có người tỵ nạn. Theo khảo sát người tị nạn Thế giới 2008, được xuất bản bởi Ủy ban Hoa Kỳ về người tị nạn và nhập cư, 310.500 người tị nạn sống ở Sudan năm 2007. Phần lớn số này đến từ Eritrea (240.400 người), Chad (45.000), Ethiopia (49.300) và Cộng hòa Trung Phi (2500). Cao ủy Liên Hợp Quốc về người tị nạn trong năm 2007 buộc phải trục xuất ít nhất 1.500 người tị nạn.

### Dân tộc
Người Ả Rập ước tính chiếm khoảng 70% dân số Sudan. Những nhóm dân tộc khác là Arabized sống ở khu vực Nubia theo Giáo hội Công giáo Coptic và người Beja.
Sudan hiện có 597 bộ lạc nói hơn 400 ngôn ngữ khác nhau và tiếng địa phương. Người Ả Rập đến nay là nhóm dân tộc lớn nhất ở Sudan. Họ gần như hoàn toàn theo Hồi giáo, trong khi phần lớn nói tiếng Ả Rập Sudan, một số bộ tộc Ả Rập khác nói tiếng địa phương khác nhau như bộ tộc Awadia, Fadnia và Bani Arak nói tiếng Ả Rập Najdi và các bộ lạc Rufa'a, Bani Hassan, Al-Ashraf, Kinanah và Rashaida tiếng Ả Rập Hejazi. Ngoài ra, các bang miền Tây có các nhóm dân tộc khác, trong khi một vài người Bedouin của bang phía bắc Rizeigat.
Người Ả Rập sống ở miền Bắc và miền Đông chủ yếu là những người di cư từ bán đảo Ả Rập và một số người dân bản địa đã có từ trước của Sudan, đặc biệt là những người Nubian, cùng chia sẻ một lịch sử chung với Ai Cập và Beja. Ngoài ra, một vài bộ tộc Ả Rập tiền Hồi giáo tồn tại ở Sudan từ trước đó di cư vào khu vực từ Tây Arabia, mặc dù hầu hết người Ả Rập ở Sudan ngày nay di cư từ sau thế kỷ XII.
Phần lớn các bộ tộc Ả Rập ở Sudan di cư vào Sudan trong thế kỷ XII, họ kết hôn với người dân Nubian và bản địa châu Phi và giới thiệu Hồi giáo đến các dân tộc này.
Chung với nhiều phần còn lại của thế giới Ả Rập, quá trình Ả Rập hóa ở Sudan từ những cuộc di cư Ả Rập sau thế kỷ XII đã dẫn đến sự thống trị của tiếng Ả Rập và các khía cạnh của văn hóa Ả Rập, dẫn đến sự thay đổi lớn của Sudan và đã để lại một bản sắc dân tộc Ả Rập ngày hôm nay. Quá trình này được đẩy mạnh bởi cả hai sự lây lan là Hồi giáo và di cư đến Sudan của phả hệ người Ả Rập từ bán đảo Ả Rập, và hôn nhân của họ với người dân bản địa.
Sudan cũng bao gồm rất nhiều các bộ lạc không nói tiếng Ả Rập, chẳng hạn như Masalit, Zagawa, Fulani, Bắc Nubia, Nuba, và Bija.

### Tôn giáo
| Tôn giáo tại Sudan | Tôn giáo tại Sudan | Tôn giáo tại Sudan | Tôn giáo tại Sudan | Tôn giáo tại Sudan |
| ------------------ | ------------------ | ------------------ | ------------------ | ------------------ |
| tôn giáo           | tôn giáo           |                    | tỷ lệ              | tỷ lệ              |
| Hồi giáo           | Hồi giáo           |                    | 97%                | 97%                |
| Tín ngưỡng         | Tín ngưỡng         |                    | 1.5%               | 1.5%               |
| Cơ đốc giáo        | Cơ đốc giáo        |                    | 1.5%               | 1.5%               |

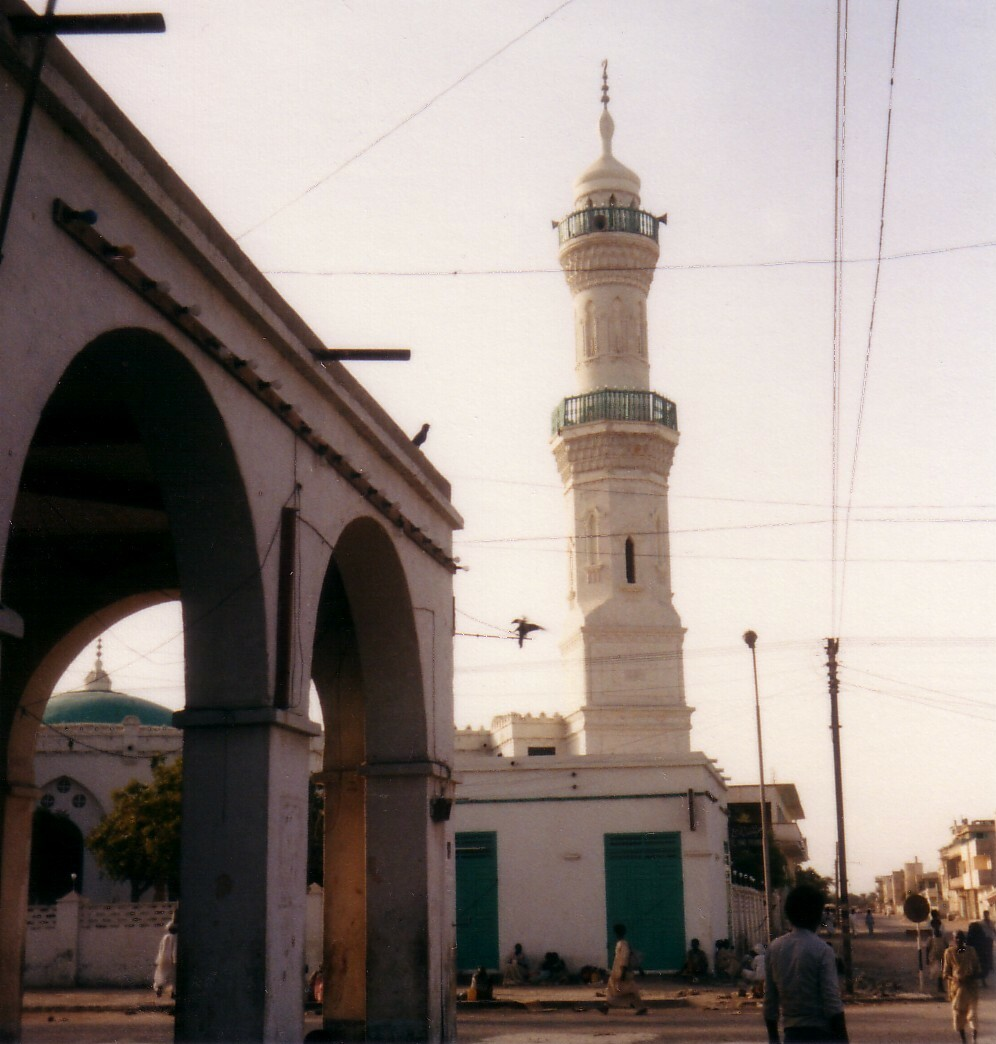
Một thánh đường Hồi giáo ở Bắc Sudan

Có 97% dân số tuân thủ Hồi giáo. Hầu hết là người Hồi giáo Sunni. Một số ít người theo Hồi giáo Shia hoặc Sufism. Ngoài ra còn có Giáo hội Công giáo Coptic và Chính Thống giáo Hy Lạp ở Khartoum và các thành phố khác ở phía Bắc.
Ngoài ra còn có các cộng đồng Chính Thống giáo Ethiopia và Eritrea ở Khartoum và phía tây Sudan, phần lớn là những người tị nạn và người di cư từ vài thập kỷ qua. Nhóm Kitô giáo khác nhỏ hơn trong nước bao gồm Giáo hội Công giáo Phi châu bản địa, Giáo hội Tông Đồ Armenia, Giáo hội Sudan của Chúa Kitô, Giáo hội Nội vụ Sudan, Nhân chứng Jehovah, Phong trào Ngũ Tuần, Tin Lành phái Presbyterian Church (ở miền Bắc). Tôn giáo đóng một vai trò trong việc chia rẽ chính trị của đất nước. Hồi giáo đã thống trị hệ thống chính trị và kinh tế của đất nước kể từ khi độc lập.

### Giáo dục
Giáo dục phổ cập bắt buộc và miễn phí 6 năm, tuy nhiên vẫn chưa thực hiện được (do nội chiến và thiếu thốn phương tiện). Ở miền Bắc và miền Trung, chỉ có khoảng 1/2 số trẻ em đến tuổi được đến trường. 3/4 khu vực có trường tiểu học và 1/5 khu vực có trường trung học. Sudan có một trường đại học ở thủ đô Khartoum.

### Sách
- Churchill, Winston (1899; 2000). The River War — An Historical Account of the Reconquest of the Soudan. Carroll & Graf Publishers (New York City). ISBN 978-0-7867-0751-5.
- Clammer, Paul (2005). Sudan — The Bradt Travel Guide. Bradt Travel Guides (Chalfont St. Peter); Globe Pequot Press. (Guilford, Connecticut). ISBN 978-1-84162-114-2.
- Evans-Pritchard, Blake; Polese, Violetta (2008). Sudan — The City Trail Guide. City Trail Publishing. ISBN 978-0-9559274-0-9.
- Fadlalla, Mohamed H. (2005). The Problem of Dar Fur, iUniverse (New York City). ISBN 978-0-595-36502-9.
- Fadlalla, Mohamed H. (2004). Short History Of Sudan. iUniverse (New York City). ISBN 978-0-595-31425-6.
- Fadlalla, Mohamed H. (2007). UN Intervention in Dar Fur, iUniverse (New York City). ISBN 978-0-595-42979-0.
- Jok, Jok Madut (2007). Sudan — Race, Religion and Violence. Oneworld Publications (Oxford). ISBN 978-1-85168-366-6.
- Mwakikagile, Godfrey (2001). Slavery in Mauritania and Sudan — The State Against Blacks, in The Modern African State — Quest for Transformation. Nova Science Publishers (Huntington, New York). ISBN 978-1-56072-936-5.
- O'Fahey, Rex Seán; Spauling, Jay Lloyd (1974). Kingdoms of the Sudan. Methuen Publishing (Luân Đôn). ISBN 978-0-416-77450-4. Covers Sennar và Darfur.
- Peterson, Scott (2001). Me Against My Brother — At War in Somalia, Sudan and Rwanda — A Journalist Reports from the Battlefields of Africa. Routledge (Luân Đôn; New York City). ISBN 978-0-203-90290-5.
- Prunier, Gérard (2005). Darfur — The Ambiguous Genocide. Cornell University Press (Ithaca, New York). ISBN 978-0-8014-4450-0.
- Welsby, Derek A. (2002). The Medieval Kingdoms of Nubia — Pagans, Christians and Muslims Along the Middle Nile. British Museum Press (Luân Đôn). ISBN 978-0-7141-1947-2.
- Zilfū, ʻIṣmat Ḥasan (translation: Clark, Peter) (1980). Karari — The Sudanese Account of the Battle of Omdurman. Frederick Warne & Co (Luân Đôn). ISBN 978-0-7232-2677-2.

### Bài viết
- "Quo Vadis bilad as-Sudan? The Contemporary Framework for a National Interim Constitution". Law in Africa (Köln; 2005). Vol. 8, pp. 63–82. ISSN 1435-0963.